# Kjell Wilhelmsen
Kjell Erland Wilhelmsen, född 2 mars 1967 i Partille församling i Göteborgs och Bohus län, är en svensk skådespelare. 

## Biografi
Kjell Wilhelmsen har helnorskt ursprung. Wilhelmsen startade sin bana i den fria gruppen "Kulturgruppen Spegeln", med säte i Kristianstad. Han var senare under flera år engagerad vid Angereds Nya Teater. Han har varit engagerad vid Backa teater och Göteborgs Stadsteater. Han TV-debuterade 1997 i Hammarkullen eller Vi ses i Kaliningrad. Han är bland annat känd för rollen som Glenn i 30 grader i februari och för medverkan i På spåret.

## Filmografi (urval)
- 1997 – Hammarkullen (TV-serie)
- 1998 – Rena rama Rolf (TV-serie) (biroll i avsnitt 3 säsong 5)
- 2001 – Anderssons älskarinna (TV-serie)
- 2001 – En sång för Martin
- 2001 – Festen
- 2003 – Kontorstid
- 2003 – Mamma pappa barn
- 2005 – Orka! Orka! (TV-serie)
- 2005–2010 – Saltön (TV-serie)
- 2005 – Tjenare kungen
- 2006 – En fråga om liv och död (TV-serie)
- 2008 – Selma (TV-serie)
- 2009 – Johan Falk – Operation Näktergal
- 2009 – Karaokekungen
- 2010 – Farsan
- 2010 – Kommissarien och havet - Ett liv utan lögner (TV-serie)
- 2011 – Den bästa utsikten
- 2012 – 30 grader i februari (TV-serie)
- 2014 – Ettor och nollor (TV-serie)
- 2014 – Stockholm Stories
- 2014–2015 – Blå ögon (TV-serie)
- 2014 – Min så kallade pappa
- 2014–2018 – På Spåret (TV-serie)
- 2016 – Springfloden (TV-serie)
- 2016 – 30 grader i februari (TV-serie)
- 2016 – Vilsen
- 2018 – Springfloden (TV-serie)
- 2018 – Sthlm Rekviem (TV-serie)
- 2018 – Gräns
- 2019 – Allt jag inte minns (TV-serie)
- 2020 – Morden i Sandhamn (TV-serie)
- 2020 – Stjärnorna på slottet (TV-serie)
- 2024 – Doktrinen (TV-serie)

## Teater

### Roller (ej komplett)
| År   | Roll  | Produktion                                                                        | Regi              | Teater                 |
| ---- | ----- | --------------------------------------------------------------------------------- | ----------------- | ---------------------- |
| 2000 |       | First Class Lars Arrhed                                                           | Lars Arrhed       | Angereds teater        |
| 2002 |       | Rövare Friedrich von Schiller                                                     | Johan Holmberg    | Angereds teater        |
| 2012 |       | Affären Danton Stanislawa Przybyszewska                                           | Andrés Lima       | Göteborgs stadsteater  |
| 2014 |       | Flotten, Hemmet, Sandlådan 2014 Kent Andersson, Bengt Bratt och Mattias Andersson | Mattias Andersson | Göteborgs stadsteater  |
| 2019 |       | Vi som fick leva om våra liv Mattias Andersson                                    | Mattias Andersson | Backa Teater/ Dramaten |
| 2022 | Dåren | (Macbeth) Hannes Meidal och Jens Ohlin                                            | Jens Ohlin        | Dramaten               |